# Седнев
Се́днев (укр. Седнів) — посёлок в Черниговском районе Черниговской области Украины, административный центр Седневской поселковой общины.

## Географическое положение
Расположен на берегу реки Снов (приток Десны).
Расстояние до областного центра по автодорогам — 26 км, до Киева — 166 км.

## Динамика населения
| Год  | Жителей, чел. |
| ---- | ------------- |
| 1959 | 2395          |
| 1970 | 1941          |
| 1979 | 1930          |
| 1989 | 1836          |
| 2001 | 1351          |
| 2015 | 1100          |
| 2020 | 1078          |

## История
В Киевской Руси Седнев на реке Сновь выступал пограничным пунктом, за которым на востоке начинались земли северян. Первоначально это было поселение северян. «По могилам северянского погребального обряда, до времени основания Чернигова, или вернее, обращения ранее существовавшего здесь городка в резиденцию князей Северянской земли, старейшим городом северян был Седнев, в котором имеются два больших городища и вокруг несколько сот курганов». Курганный могильник, насчитывавший 315 насыпей, существовал в Седневе с X века. Д. Я. Самоквасовым во второй половине XIX века здесь раскопано шесть дружинных захоронений, содержавших в погребальном инвентаре оружие (копья, топоры, стрелы). Второй половиной X века датируется раскопанное Сергеем Ширинским в Седневе погребение со стеклянными шашками. В основании могильной насыпи на восточной границе земли полян IX–X вв. в Седневе прослежено размещение погребального костра на выложенной из глины площадке.
Впервые упоминается как древнерусский город-крепость Сновск. Вблизи от него в 1068 году князь Святослав Ярославич с тремя тысячами воинов разбил 12-тысячное войско половцев. Возник город на основе славянских поселений в VIII — IX вв.
В XII—XIII веках Сновск входил в состав Черниговского княжества. В 1234 году городом овладел Даниил Галицкий. Разрушен монголами в 1239 году.

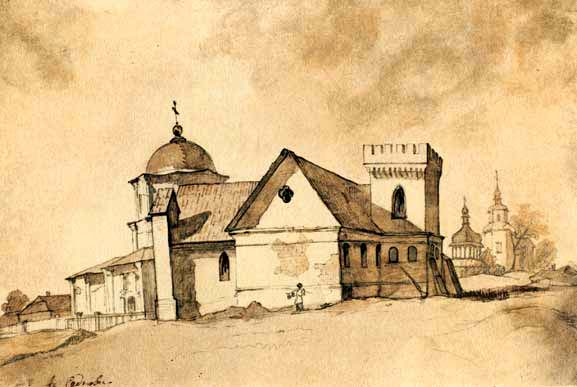
Камяница Лизогубов, 1846

В 1350-х годах город вошёл в состав Великого княжества Литовского.
В 1648—1781 годах Седнев — сотенный город Черниговского полка, вотчина рода Лизогубов. В 1668 году в битве под Седневом войско Демьяна Многогрешного было разбито русским войском, после чего гетман начал переговоры о возвращении в подданство Русского царства, завершившиеся подписанием Глуховских статей. В дальнейшем Седнев являлся волостным центром в Черниговском уезде Черниговской губернии.
В 1870-х годах — одна из ячеек народничества в Черниговской губернии.
В 1917 году Седнев вошёл в состав Украинской Народной Республики.
20 января 1918 года в Седневе была установлена советская власть, избран сельский и волостной революционный комитеты.
18 марта 1918 года Седнев был занят германскими войсками.
10 января 1919 года в Седневе состоялся бой между войнами армии Украинской Народной Республики и красным Богунским полком, под командованием Н. Щорса. 25 погибших в том бою бойцов УНР похоронены на местном кладбище.
В августе 1920 года начал деятельность коммунистический Седневский сельский совет. В марте 1923 года Седневская волость включена в состав Городнянского района, а Седнев стал центром сельского совета. С августа 1929 года Седневский сельский совет пребывает в составе Черниговского района.

Седнев в 1932—1959 годах имел статус села.
Посёлок входит в Список исторических населённых мест Украины, утверждённого постановлением Кабинета Министров Украины в 2001 году.
В Седневе сохранились остатки валов древнего города.

## Власть
Орган местного самоуправления — Седневский поселковый совет. Почтовый адрес: 15522, Черниговская обл., Черниговский р-н, пгт Седнев, ул. Я. Лизогуба, 21.
Седневскому сельскому совету, кроме Седнева, подчинён посёлок Новое.

## Достопримечательности
- Усадьба Якова Лизогуба — памятник садово-парковой архитектуры XVII века. Рядом с усадьбой росла Шевченковская липа. Дереву было свыше 600 лет. Под липой любил отдыхать Тарас Шевченко, когда бывал в Седневе в 1846 и 1847 гг. Недалеко от усадьбы есть Беседка Л. Глибова. В стиле классицизма. Здесь Л. Глибов написал лирическое стихотворение «Кручина» («Стоит гора высокая»).
- Свято-Воскресенская церковь,1690 г. Построена Я. Лизогубом как родовая усыпальница. Одна из старейших церквей. Перестроена в 1796—1814 гг. Славится умельцами изгонять бесов. В церкви висит подробная инструкция с иллюстрациями.
- Георгиевская (Юрьевская) церковь — деревянная церковь 1715-47 гг. Сооружена на территории старинного городища в традиционных формах деревянной монументальной архитектуры. Перестроена в 1852 г.  В начале 2000-х церковь была неудачно реставрирована и в 2020 г. храм оказался на грани разрушения. В конце 2020 г. силами местной общины начат сбор средств на реставрацию храма.
- Успенская церковь, 1860 г. Рядом — колокольня.
- Камяница Лизогубов, 1690 г. С двухъярусной башней с зубцами и контрфорсами, которые придают строению романтичный вид.

19 ноября 2009 года Президент Украины Виктор Ющенко подписал Указ «Про деякі заходи зі збереження визначних памяток історико-культурної спадщини селища Седнів Чернігівської області». Президент поручил Кабинету Министров и Черниговской областной госадминистрации создать Государственный заповедник «Садиба Лизогубів».

## Галерея

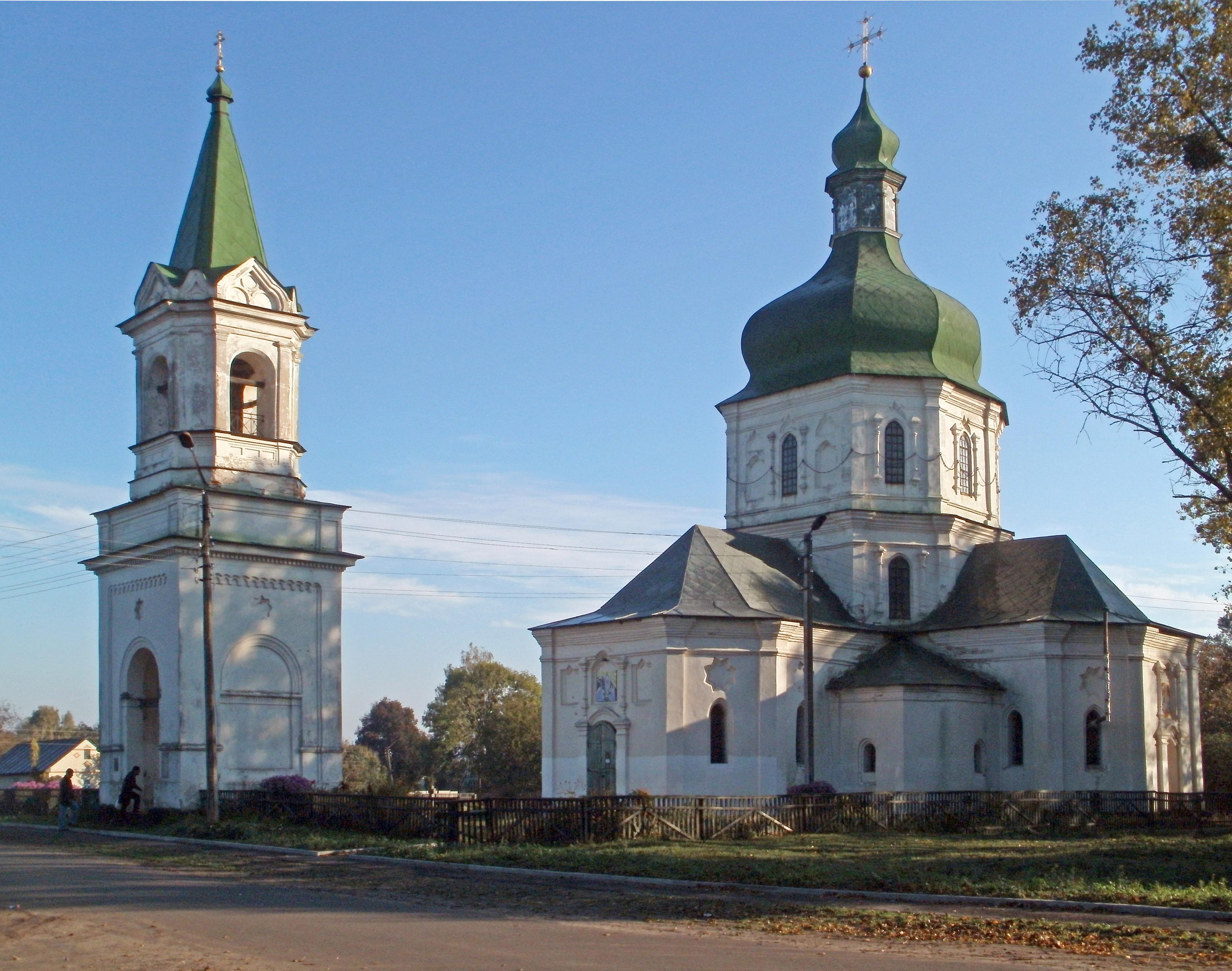
Свято-Воскресенская церковь
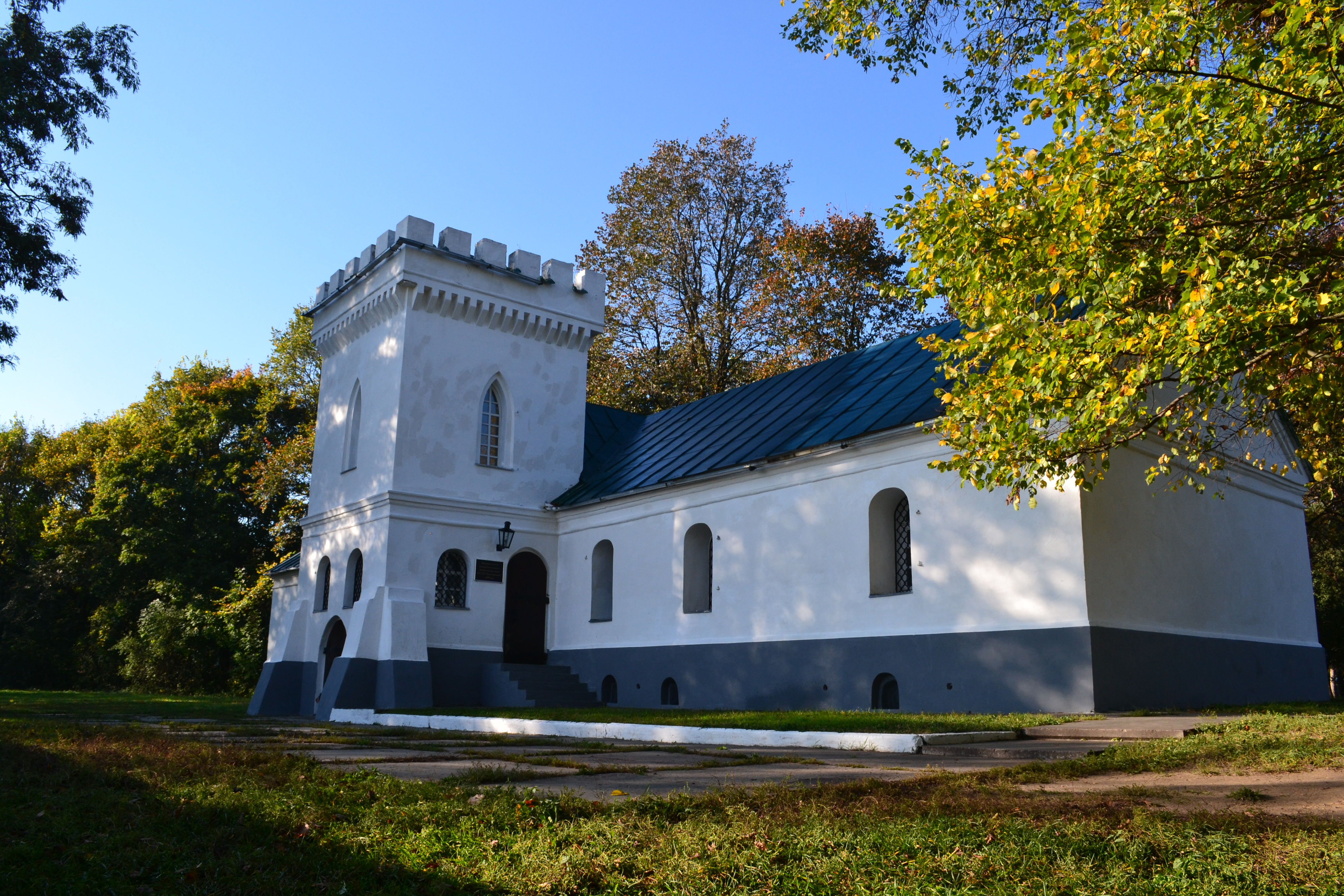
Камяница Лизогубов
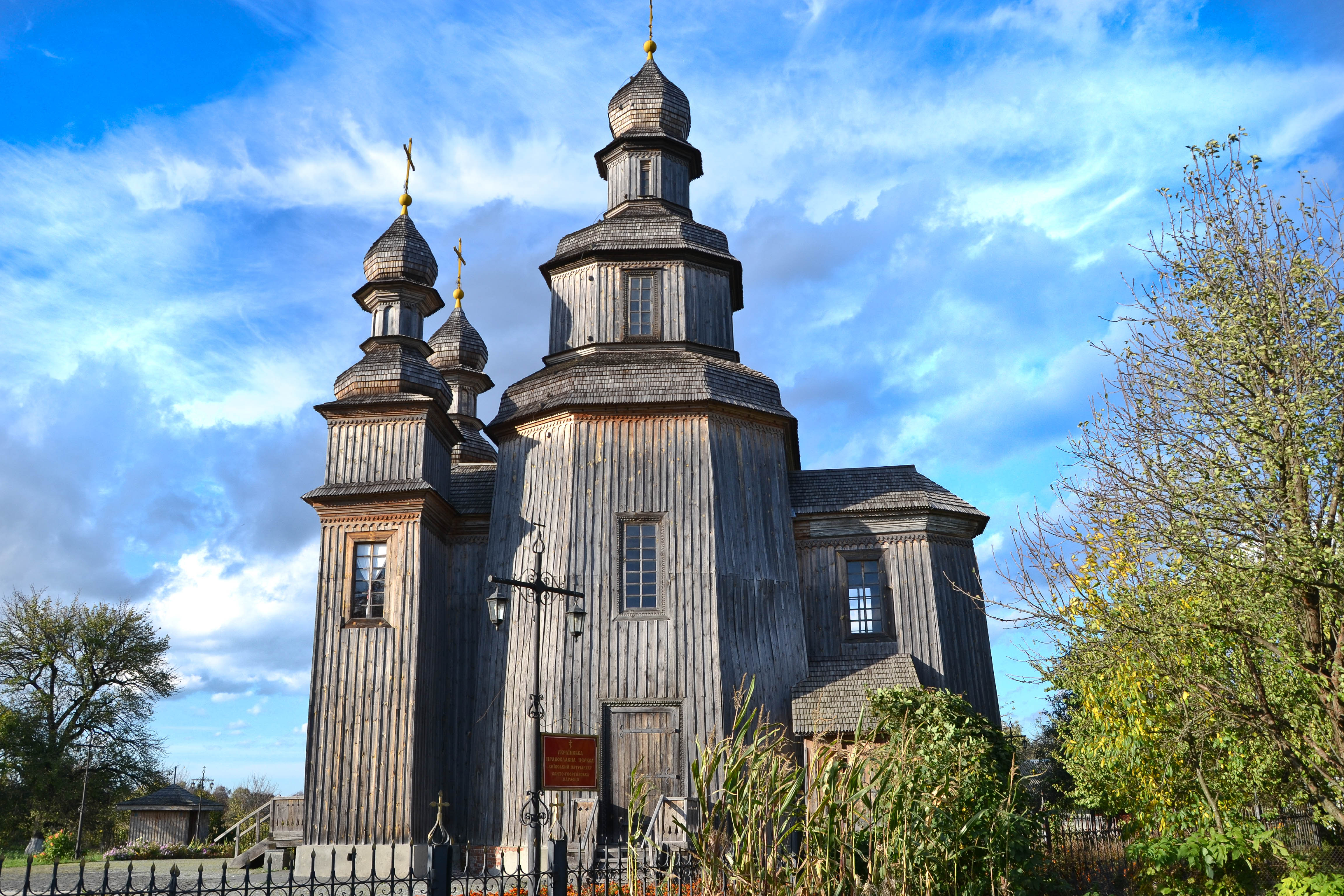
Георгиевская (Юрьевская) церковь
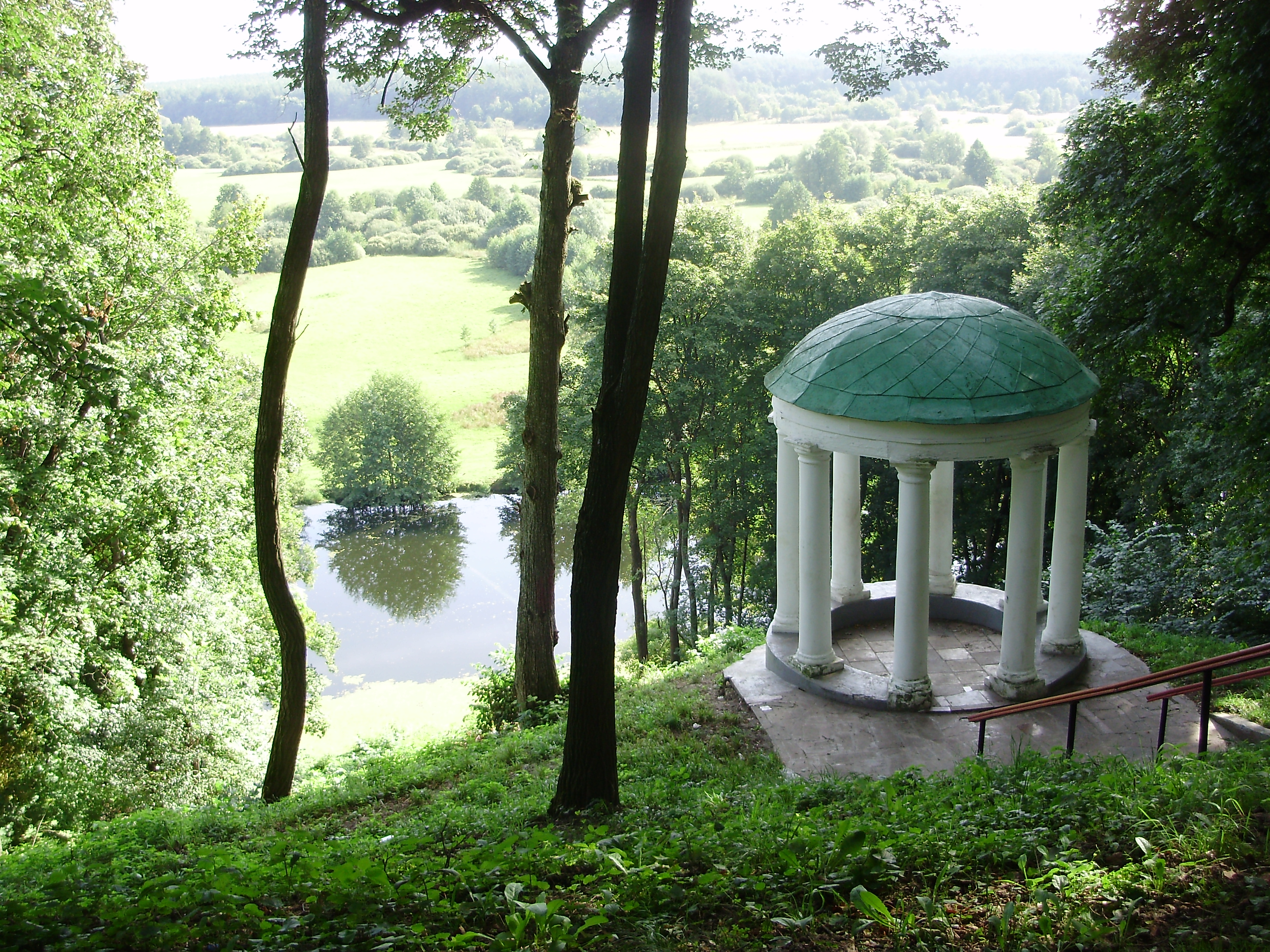
Беседка Леонида Глибова
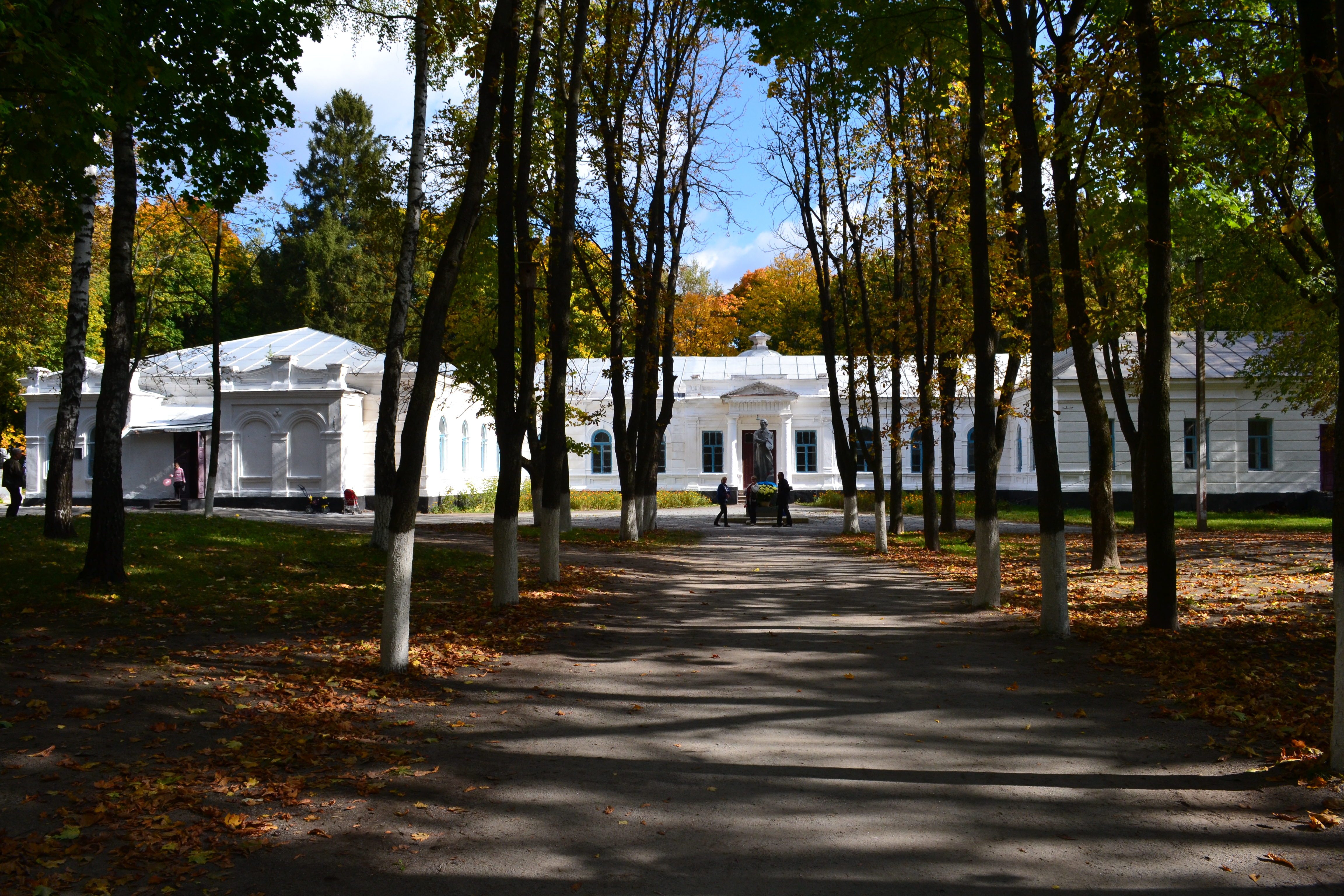
Усадьба Якова Лизогуба

## Промышленность
- Гидроэлектростанция на реке Снов
- Пищевая промышленность